# Рафаїл Нудельман
Рафаїл Єльович (Єльович, Ілліч) Нудельман (16 березня 1931, Свердловськ, Російська СФРР, СРСР — 7 жовтня 2017, Єрусалим, Ізраїль) — російський письменник, літературний критик і публіцист, редактор, перекладач. Педагог-методист, кандидат педагогічних наук. Один з перших перекладачів романів Станіслава Лема російською мовою. З 1975 року жив і працював у Єрусалимі.

## Біографія
Дитиною залишився без батьків (мати була розстріляна в 1937 році), виховувався в сім'ї дядька і тітки (обидва економісти) у Одесі. Закінчив фізико-математичний факультет Одеського університету та аспірантуру Ленінградського державного педагогічного інституту. В 1960—1967 роках викладав теоретичну фізику в інститутах Мурома Володимира (Володимирський державний педагогічний інститут імені П. І. Лебедєва-Полянського). У 1969 році захистив дисертацію кандидата педагогічних наук за темою «Виклад теорії відносності у школі».
У 1960-х роках був активним учасником групи молодих фантастів Москви і Ленінграда (А. і Б. Стругацькі, А.с Мірер, Е. Парнов) Популярність здобув як критик-фантастовід, автора великої кількості статей, що розглядають актуальні проблеми радянської наукової фантастики. Його перу належать науково-фантастичні романи «В Інституті Часу йде розслідування» і «Всесвіт за рогом» (у співавторстві з А. Р. Громовим). Один з перших російських перекладачів романів Станіслава Лема. Після розгрому групи (кінець 1960-х років) працював редактором Володимиро-Суздальського музею.
Був учасником єврейського самвидава. Співредактор часопису «Євреї в СРСР» (спільно з В. Д. Рубіним, 1974—1975).
У 1975 році емігрував в Ізраїль. Там очолював журнали «Сіон» (1976—1978) і «22» (1978—1994). Автор науково-популярних книг на історичну тему. З 1985 році був членом редколегії журналу Science Fiction Studies (США—Канада)  [Архівовано 19 грудня 2010 у Wayback Machine.]. У 2003—2005 роках — співредактор (разом із Е. С. Кузнєцовим) літературно-художнього альманаху «Нота-Бене». Був автором щотижневої науково-популярної рубрики «Четвертий вимір» (ізраїльська газета «Вісті») і численних статей у журналі «Знання-сила».

### Художня проза
- В Інституті Часу йде розслідування [Архівовано 8 липня 2009 у Wayback Machine.] (співавтор: Аріадна Громова). М: Дитяча література, 1973.
- Всесвіт за кутом (співавтор: Аріадна Громова) (1971).
- Тричі тридцяте червня (повість).

### Науково-популярна проза
- Загадки, таємниці і коди Біблії. Видавництво «Фенікс», Росія, (2005)
- Загадки, таємниці і коди людської історії Видавництво «Фенікс», Росія,2006
- Загадки Кумрана. Біблійні історії для дорослих. Видавництво «Фенікс», Росія,2007
- Загадки Троянської війни Видавництво «Фенікс», Росія,2007
- Загадки, таємниці і коди життя. Видавництво «Фенікс», Росія,2007
- Сімейні таємниці Корану. Видавництво «Фенікс», Росія,2007
- Біблійна археологія. Науковий підхід до таємниць тисячоліть. Видавництво «Фенікс», Росія, 2008
- Загадки, таємниці і коди нашого тіла. Цікава фізіологія людини. Видавництво «Фенікс», Росія,2008
- Мосад, Аман і все таке (під псевдонімом Рафаїл Блехман) Видавництво «Фенікс», Росія
- Таємні ходи природи. Як гени-заїки та інші чудеса ДНК визначають шляхи еволюції. Видавництво «Ломоносов», Росія, 2013, 368 с. ISBN 978-5-91678-183-0
- Невідоме наше тіло. Про корисних паразитів, оригамі з ДНК і метушню навколо гомеопатії… Видавництво «Ломоносов», Росія, 2014, 240 с. ISBN 978-5-91678-203-5
- Прогулянки з Біблією. Видавництво «Ломоносов», Росія, 2014, 240 с. ISBN 978-5-91678-211-0

### Участь у межавторських проектах
- Збірники «Невідомі Стругацькі»
- Збірник «Фантастика Стругацьких» (2009)

### Основні переклади

#### З польського
- Єжи Жулавський. На срібній планеті (спільно з А. Громовий), 1969, видавництво «Світ», Москва.
- Станіслав Лем. Повернення з зірок (спільно з Е. Вайсбротом), видавництво «Молода гвардія», Москва.
- Станіслав Лем. Випробування. Патруль. Дізнання. Фіаско (в різних збірниках перекладних творів С. Лема).
- Станіслав Лем. Голос Неба (спільно з А. Громовий), видавництво «Світ», Москва.
- Станіслав Лем. Щоденник, знайдений у ванні (в журналі «22»). Провокація (в журналі «22»).
- Марек Хласко. Хамсин над Хайфою (повість). Розповіді (в журналі «22»).

#### З англійської
Макс Даймонт. Євреї, бог і історія. (спочатку у видавництві «Бібліотека Алія». Єрусалим, перевидання — 2009 р. видавництво «Мости культури») (англ.)
- Зігмунд Фрейд. Цей чоловік Мойсей, або Мойсей і монотеїзм. 2005 (у книзі «Загадки, таємниці і коди Біблії»)  [Архівовано 18 липня 2007 у Wayback Machine.]
- Ї.-Х. Йерушалмі. Зкор, або єврейська пам'ять та єврейська історія. 2004, вид-во «Мости культури»
- Хаїм Вейцман, Пошуки і помилки (автобіографія першого президента Ізраїлю). Видавництво «Бібліотека Алія»
- Артур Грін. Страждає наставник (життя і вчення Нахмана з Брацлава). 2007, видавництво «Мости культури». [Архівовано 27 листопада 2010 у Wayback Machine.]

#### Зівриту— спільно зАллою Фурман
- Меїр Шалев. «Есав» (роман). «У своєму домі в пустині» (роман). «Російський роман» (роман). «Кілька днів» (роман). «Хлопчик і голуб» (роман). «Фонтанелла» (роман). «Вперше в Біблії» (есеїстика). «Діло було так» (повість). «Секрети оманливих чудес» (есе про літературу). «Вийшли дві ведмедиці з лісу» (роман). Видавництво «Текст»- "Книжники (Москва), 2001—2015.
- А.-Б. Єгошуа. «Подорож на край тисячоліття» (роман), видавництво «Мости культури» (Єрусалим), 2003. «П'ять часів року» (роман), видавництво «Текст» (Москва), 2007. «Смерть і повернення Юлії Рогаєвой» (повість), видавництво «Текст» (Москва), 2008.
- Ш. В. Агнон. «Досі» (роман), 2012, видавництво «Текст»- «Книжники» (Москва). «Під знаком Риб» (оповідання), 2014, видавництво «Текст»-«Книжники» (Москва). «Подорожній, зайшов переночувати» (роман), 2016, видавництво "Текст"-«Книжники».
- Давид Гроссман. «Дуель» (повість), 2011, видавництво «Книжники» (Москва).
- Урі Орлев. «Біжи, хлопче, біжи» (повість), 2012; «Людина з іншої сторони» (повість), 2017, видавництво «Текст»-«Книжники» (Москва).

### Вибрані статті
- Фантастика Олександра Бєляєва (1963);
- І вічний бій (1964):
- Повернення з зірок (1964):
- Розмова в купе (1964):
- Трагедія Ареф'єва: (Про зб. М. Емцева і Є. Парнова «Рівняння з блідого Нептуна») (196):
- Фантастика Рея Бредбері (1965):
- Фантастика і наукова картина світу (1966):
- Фантастика і науковий прогрес (1966):
- Фантастика, народжена революцією (1966):
- До спорах про фантастику (Співавтор: Аріадна Громова) (1967):
- Уяву «за правилами» (1968):
- Думка вченого, образ художника (1970):
- Про фантастичного детектива, про властивості часу, про подвійну логіку і про багато іншого (Співавтор: Аріадна Громова) (1973):
- Наскрізні мотиви фантастики Ле-Гвін (1978):
- Лабіринт і підміна: (Деякі аспекти творчості С. Лема) (2005):
- Про Аркадія Стругацького (2005)

### Укладач збірників фантастики
- Тричі тридцяте червня. Повісті та оповідання. M., «Світ» (1969)
- Космічний госпіталь (твори про позаземні формах життя) M., «Світ» 1972